# Kilima
Kilima és un gènere d'aranyes de la família Araneidae. Fou descrita el 1970 per Grasshoff. A data de 2017, conté tres espècies sud-americanes.